# هارای ماکیکومی
هارای ماکیکومی (به ژاپنی: 払巻込)-(به انگلیسی: Harai makikomi) یکی از فنون و تکنیک‌های دستهٔ ناگه-وازا رشتهٔ ورزشی جودو است که در زیردستهٔ سوتمی-وازا دسته‌بندی می‌شود.